# 越南宗教
越南宗教信仰(2014)
越南的宗教信仰長期受中華文化影響，而發展出本土的越南民間信仰。根據越南政府的官方統計，截至2014年越南全國有2400萬人有宗教信仰。越南人口中有1100萬人（12.2％）信仰佛教，620萬人（6.8％）信仰天主教，440萬人（4.8％）信仰高台教，140萬人（1.6％）信仰新教，130萬人（1.4％）信仰和好教，穆斯林有7.5萬人，巴哈伊信徒有7000 人，印度教信徒 1,500人（<1％）。自1980年代以來傳統越南民間信仰有逐漸復興。根據皮尤研究中心在2010年統計，越南人口中45.3％信奉越南民間信仰，16.4％為佛教徒，2.8％是基督徒（大部分是天主教）以及約30％的無任何宗教信仰，其中基督宗教成長明顯，並主要來自新教的發展。

## 人口統計
| 宗教                 | 人口 % 2009 | 人口 % 2010 | 人口 % 2014 |
| -------------------- | ----------- | ----------- | ----------- |
| 越南民間信仰, 無宗教 | 81.6%       | 74.6%       | 73.2%       |
| 佛教                 | 7.9%        | 16.4%       | 12.2%       |
| 基督宗教             | 7.5%        | 8.2%        | 8.3%        |
| 天主教               | 6.6%        | n/a         | 6.8%        |
| 新教                 | 0.9%        | n/a         | 1.5%        |
| 高台教               | 1.0%        | n/a         | 4.8%        |
| 和好教               | 1.6%        | n/a         | 1.4%        |
| 其他宗教             | 0.2%        | 0.5%        | 0.1%        |

儘管1999年人口普查，大多數越南人表態為無宗教信仰，共同的信仰和習俗所定義的宗教，仍然是越南人生活的一部分。越南民間信仰和儒釋道融合的三教（tam giáo）信仰，對越南人的信仰和風俗依然有強烈的影響。越南人最普遍的信仰風俗為祖先崇拜，這是一種與華人和其他亞洲文化相同的習俗。實際上，幾乎所有的越南人不管有沒有正式的宗教信仰，都會在的家中或商店裡設置有一個祭拜祖先的祭壇。在傳統節日、宗教慶典、新事業的開始，甚至家庭成員需要諮詢時，都會舉行隆重的法事。皮尤研究中心在2002年的一份報告指出，有24％的越南人認為宗教信仰“非常重要”。

## 佛教

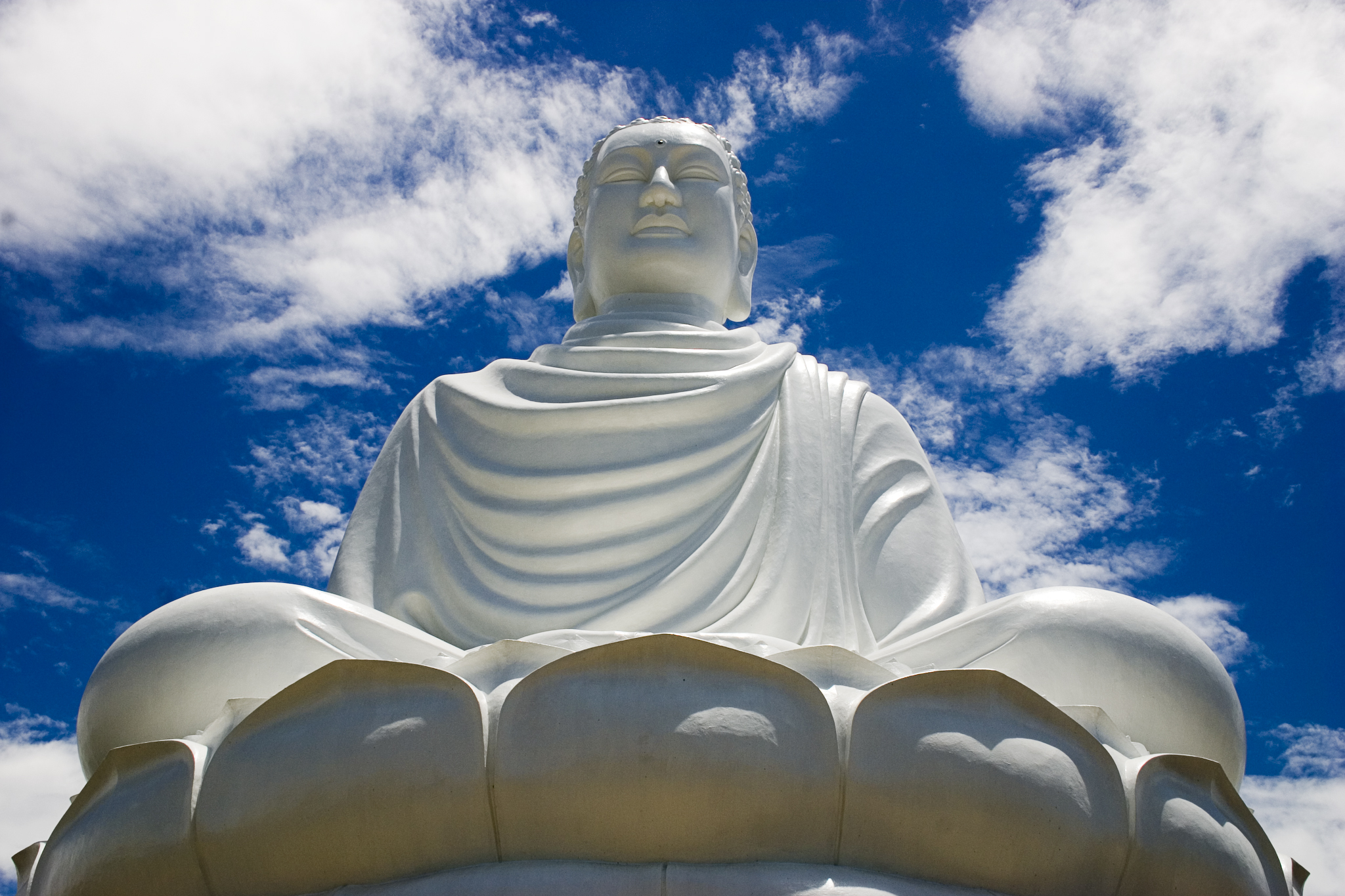
芽莊市大佛像

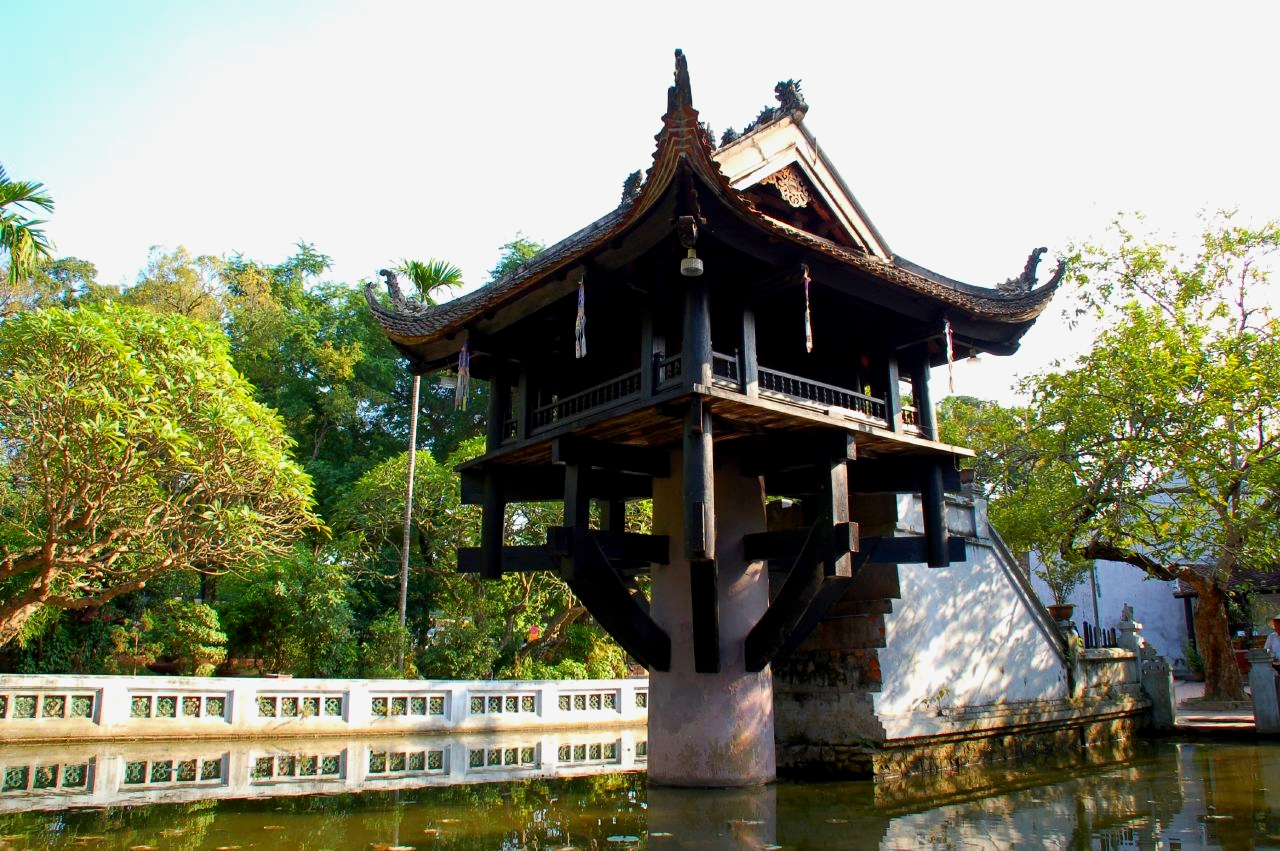
河內一柱寺

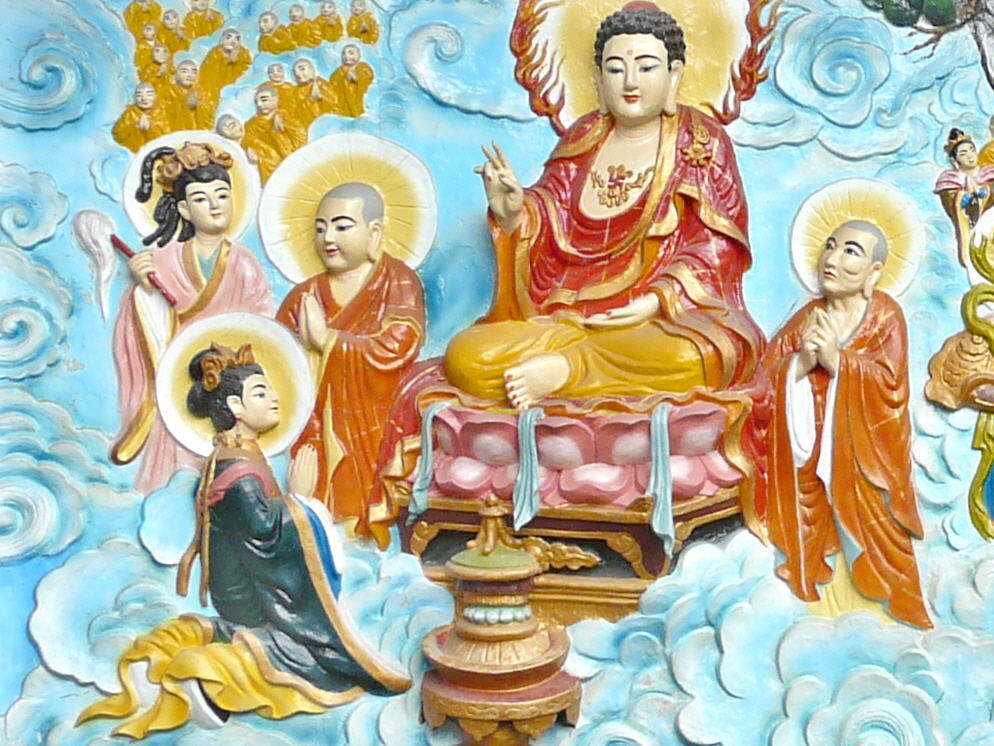
堤岸溫陵會館的佛陀浮雕像

佛教最早於公元二世紀從中國和印度傳入越南，北傳佛教在公元300年左右從中國傳播到越南的紅河三角洲地區，上座部佛教在公元300-600年傳入湄公河三角洲地區。大多數越南人信奉的佛教宗派主要是北傳佛教，一些少數民族則為上座部佛教徒。

### 淨土宗
淨土宗佛教為北傳佛教的一個宗派，越南佛教徒最多修行的宗派，淨土宗法門為念誦阿彌陀佛聖號。2007年，越南淨宗佛教協會被正式承認為一個獨立和合法的宗教組織。

### 和好教
和好教為1939年由越南人黃富楚創立的宗教，該宗教為佛教的變體。和好教主要流行于越南南部的安江、同塔梅、河仙、東川等地。

## 基督宗教

### 天主教

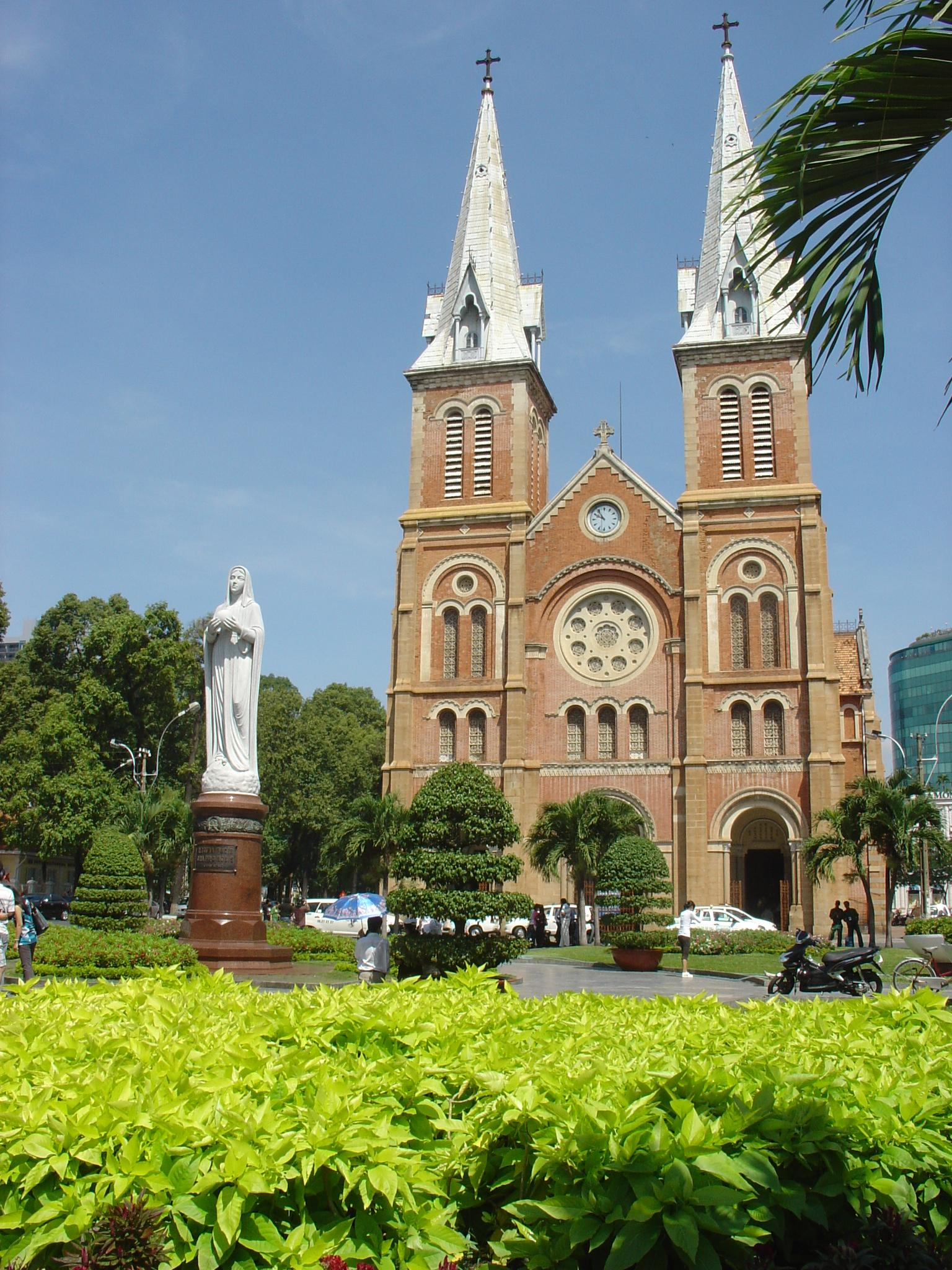
西貢聖母聖殿主教座堂

天主教會為越南基督信仰中最大的宗派，是16世紀初由葡萄牙天主教傳教士傳入越南的，在法國殖民統治時期影響力增加。越南目前有5658000名天主教信徒，佔越南總人口的6.87％。越南有26個教區（包含3個總教區），2228個堂區和2668個神職人員。

### 新教
越南的基督新教最早在1911年由加拿大宣道會傳教士翟輔民傳入了峴港 。目前越南新教徒人數的估計有50萬到100萬人數，越南新教徒中有三分之二是少數民族。新教是越南增長最快的宗教，在過去10年間增長率達到600%。

### 東正教
越南的東正教信徒為在越南工作的俄羅斯裔，教區屬於正教會普世宗主教聖統香港及東南亞都主教教區。

### 耶穌基督後期聖徒教會
耶穌基督後期聖徒教會為越南政府承認的教會組織，在河內和胡志明市聚會會堂。

## 高臺教

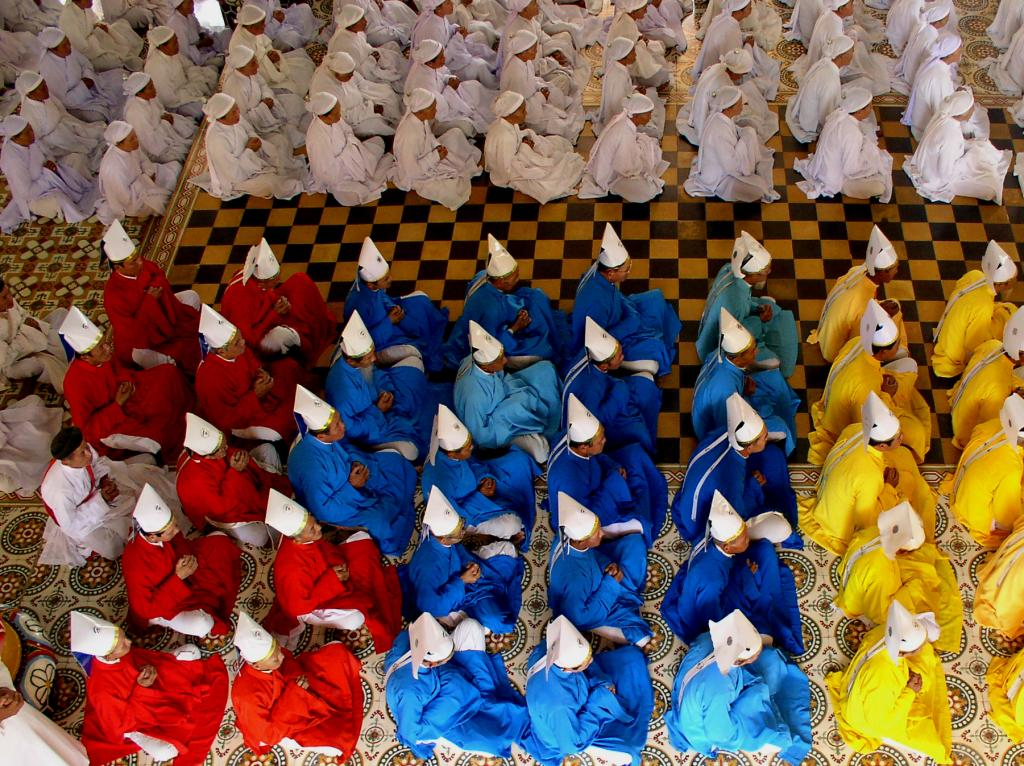
西寧市高臺教聖殿內正在祈禱的高臺教僧侶

高臺教是20世紀起源於越南的一個新興宗教，其與和好教是越南特有的兩種宗教之一，也是越南的第三大宗教。在1925年12月25日，在越南南部的西寧（西貢西北100千米），在法屬印度支那殖民地政府內任職的兩名公務員——吳文昭和黎文忠，自稱得到至尊無上神「高台」的啟示，創立了這種越南本土宗教。1926年9月7日，這個新興宗教得到了殖民地當局的批准。越南政府統計2005年西寧縣內有220萬高臺教徒，在2007年估計有320萬名高臺教徒。2014年，官方數據估計有440萬高臺教信徒。

## 印度教

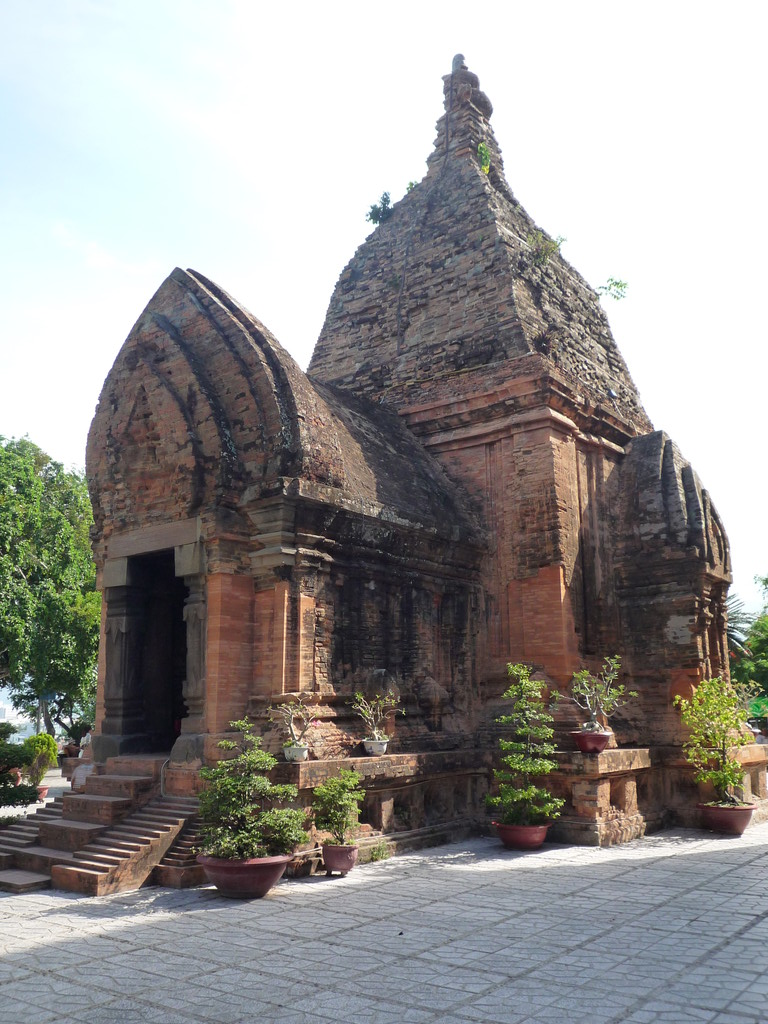
芽莊市的印度教寺廟

越南最早的印度教信仰民為占族，占族在越南中部建立了印度教寺廟，許多寺廟今天仍在使用。根據2009年的普查，越南共有56427名占族印度教徒。在這個數值中，有40695個在寧順省，另有15094個在平順省。

## 伊斯蘭教

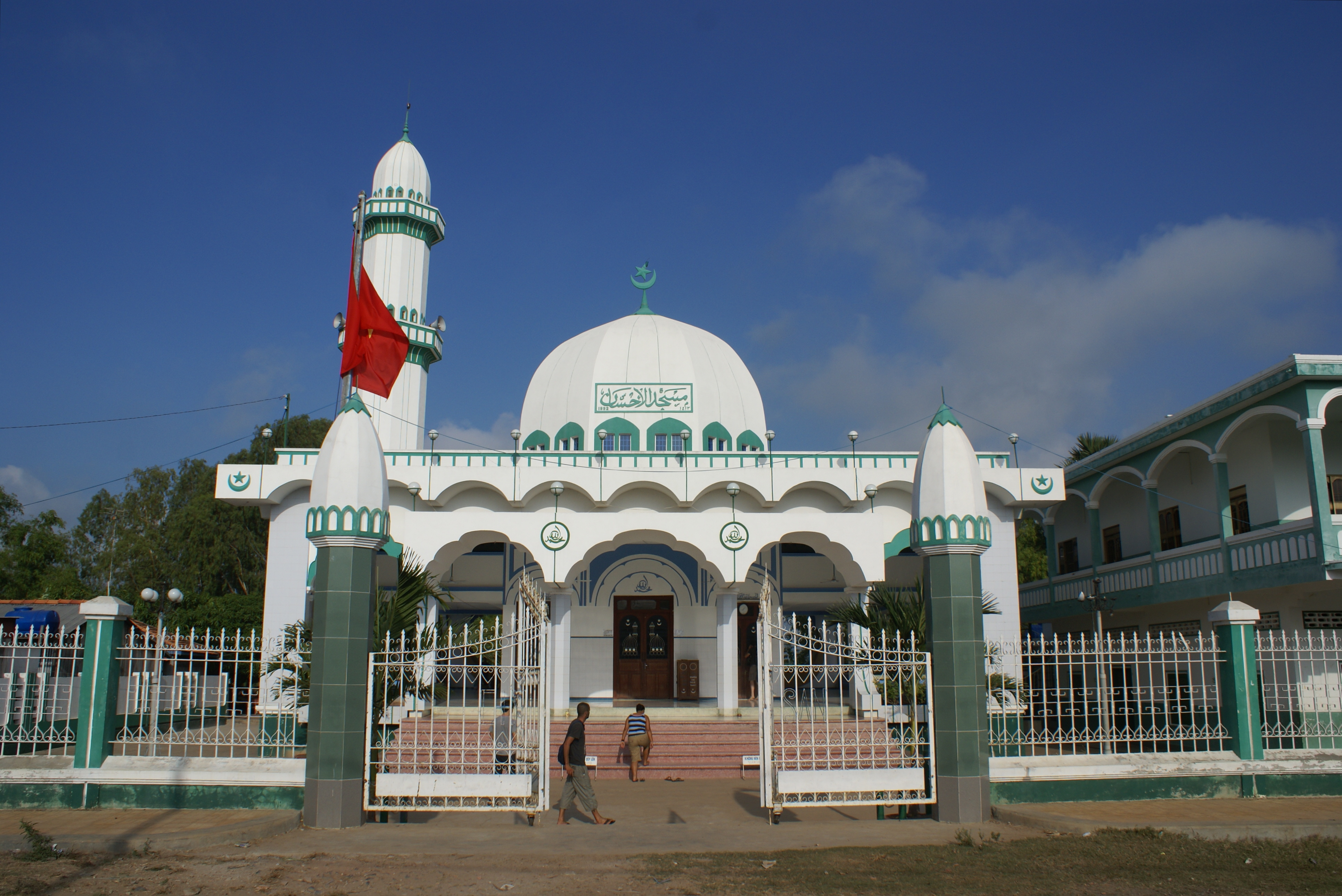
安江省的清真寺

越南穆斯林大部分為占族，最早在十一世紀占族才有人信仰伊斯蘭教。占族人受馬六甲蘇丹國影嚮較多，直到十七世紀中葉才完全接受伊斯蘭教。越南的穆斯林和主流伊斯蘭世界相對保持分離，阿拉伯語在宗教人士中並不普遍，加之缺乏宗教教育，造成伊斯蘭教在越南出現脫離教義的現象。

## 猶太教
猶太人最早於法國殖民時期來到越南，在1954年法國撤離印度支那（包括越南、寮國和柬埔寨）前猶太人口約有1500人，這些猶太人大部分都是和法國人一起離開的，之後沒有任何有組織的猶太人社群結構。 1971年，約有12名法國猶太人在越南胡志明市。

## 巴哈伊
越南巴哈伊信仰最早於於1950年代傳入，曾經有20多萬名信徒，主要集中在越南南部。 由於越戰後禁止巴哈伊信仰，巴哈伊信仰者人數減少。2007年，巴哈伊又重新註冊為合法宗教。

## 宗教自由
越南社會主義共和國憲法允許宗教信仰自由， 然而，越南政府限制仍然對許多宗教團體的的活動有所限制。宗教團體被越南政府認為是對其統治或共產黨的最大限制。 在2007年， Viet Nam News報導，越南有六大國家承認的宗教（佛教、天主教、基督新教、伊斯蘭教、高臺教和和好教），但是越南巴哈伊信仰獲得了政府宗教事務委員會頒發的“運作證明書”。據報導，2007年越南宗教事務委員會除了六種現有宗教之外，還頒發了三個新的宗教和一個宗教教派的執照登記證。每個越南公民都可以自由地信仰一個或多個宗教，在不違反法律的情況下實行宗教信仰，享有平等的待遇，宗教自由不受侵犯，但禁止使用宗教犯法。越南政府因對美國，梵蒂岡和反對共產黨的外籍越南人的宗教信仰限制而為受到了批評。然而，由於近年來越南宗教自由的改善，美國不再把越南視為一個特別關注的國家。梵蒂岡還考慮與越南談判越南天主教信徒的自由問題。儘管越南政府為改善宗教自由而進行了大量嘗試，但近年來持不同政見的宗教領袖迫害案件並沒有停止。越南門諾教會秘書長和宗教自由主義者Nguyễn Hồng Quang於2004年被捕，他的房子被夷為平地。 2007年3月，法律認可的福音派教會河內教會的主要成員阮文岱因涉嫌散佈“違法”宗教自由的指控而被捕。